# WTA-toernooi van San Juan
Het WTA-toernooi van San Juan was een tennistoernooi voor vrouwen dat tussen 1971 en 1995 onregelmatig plaatsvond in de Puerto Ricaanse hoofdstad San Juan. In 1990 was Dorado eenmalig de plaats van handeling. De officiële naam van het toernooi was Puerto Rico Open.
De WTA organiseerde het toernooi, dat vanaf 1988 in de categorie "Tier IV" viel. Er werd gespeeld op hardcourt. De laatste editie werd gespeeld in 1995. Toen viel het toernooi in de categorie "Tier III".

## Officiële namen
| 1971–1972 | Caribe Hilton Invitational  |
| 1977      | Borniquen Classic           |
| 1978      | Avon Futures of Puerto Rico |
| 1986      | Puerto Rico Open            |
| 1987–1988 | Honda Classic               |
| 1989–1993 | Puerto Rico Open            |
| 1995      | Puerto Rico Open            |

## Finales

### Enkelspel
| datum†     | winnares           | tegenstandster        | score          |
| ---------- | ------------------ | --------------------- | -------------- |
| 1971-03-28 | Ann Haydon-Jones   | Nancy Richey          | 6-4, 6-4       |
| 1972-03-27 | Nancy Richey       | Chris Evert           | 6-1, 6-3       |
| 1973–1976  | geen toernooi      | geen toernooi         | geen toernooi  |
| 1977-10-24 | Billie Jean King   | Janet Newberry        | 6-1, 6-3       |
| 1978-02-20 | Julie Anthony      | Mary Hamm             | 6-7, 6-4, 7-6  |
| 1979–1985  | geen toernooi      | geen toernooi         | geen toernooi  |
| 1986-11-10 | Raffaella Reggi    | Sabrina Goleš         | 7-64, 4-6, 6-3 |
| 1987-10-12 | Stephanie Rehe     | Camille Benjamin      | 7-5, 7-64      |
| 1988-10-10 | Anne Minter        | Mercedes Paz          | 2-6, 6-4, 6-3  |
| 1989-10-23 | Laura Gildemeister | Gigi Fernández        | 6-1, 6-2       |
| 1990-10-22 | Jennifer Capriati  | Zina Garrison-Jackson | 5-7, 6-4, 6-2  |
| 1991-10-21 | Julie Halard       | Amanda Coetzer        | 7-5, 7-5       |
| 1992-10-26 | Mary Pierce        | Gigi Fernández        | 6-1, 7-5       |
| 1993-07-26 | Linda Harvey-Wild  | Ann Grossman          | 6-3, 5-7, 6-3  |
| 1994       | geen toernooi      | geen toernooi         | geen toernooi  |
| 1995-02-27 | Joannette Kruger   | Kyōko Nagatsuka       | 7-65, 6-3      |

† De datum komt overeen met de eerste toernooidag.

### Dubbelspel
| jaar      | winnaressen                          | tegenstandsters                    | score         |
| --------- | ------------------------------------ | ---------------------------------- | ------------- |
| 1971      | Françoise Dürr Ann Haydon-Jones      | Karen Krantzcke Kerry Melville     | 7-6, 6-3      |
| 1972      | Rosie Casals Billie Jean King        | Karen Krantzcke Judy Tegart-Dalton | 6-2, 6-3      |
| 1973-1976 | geen toernooi                        | geen toernooi                      | geen toernooi |
| 1977      | Rosie Casals Billie Jean King        | Delina Boshoff Ilana Kloss         | 4-6, 6-2, 6-3 |
| 1978      | Jane Stratton Mimmi Wikstedt         | Ann Kiyomura Valerie Ziegenfuss    | 7-5, 2-6, 6-3 |
| 1979-1985 | geen toernooi                        | geen toernooi                      | geen toernooi |
| 1986      | Lori McNeil Mercedes Paz             | Gigi Fernández Robin White         | 6-2, 3-6, 6-4 |
| 1987      | Lise Gregory Ronni Reis              | Cammy MacGregor Cynthia MacGregor  | 7-5, 7-5      |
| 1988      | Patty Fendick Jill Hetherington      | Gigi Fernández Robin White         | 6-4, 6-2      |
| 1989      | Gigi Fernández Robin White           | Cammy MacGregor Ronni Reis         | regen         |
| 1990      | Olena Brjoechovets Natalia Medvedeva | Amy Frazier Julie Richardson       | 6-4, 6-2      |
| 1991      | Rika Hiraki Florencia Labat          | Sabine Appelmans Camille Benjamin  | 6-3, 6-3      |
| 1992      | Amanda Coetzer Elna Reinach          | Gigi Fernández Kathy Rinaldi       | 6-2, 4-6, 6-2 |
| 1993      | Debbie Graham Ann Grossman           | Gigi Fernández Rennae Stubbs       | 5-7, 7-5, 7-5 |
| 1994      | geen toernooi                        | geen toernooi                      | geen toernooi |
| 1995      | Karin Kschwendt Rene Simpson         | Laura Golarsa Linda Harvey-Wild    | 6-2, 0-6, 6-4 |

ITF-toernooien (mannen en vrouwen)

ATP-toernooien (mannen) – ATP-seizoen 2025

WTA-toernooien (vrouwen) – WTA-seizoen 2025

Voormalige toernooien mannen
Voormalige toernooien vrouwen
Voormalige amateurtoernooien